# Dichromodes subrufa
Dichromodes subrufa là một loài bướm đêm trong họ Geometridae.